# Gran Premio Fiera della Possenta
Il Gran Premio Fiera della Possenta è una corsa in linea maschile di ciclismo su strada che si disputa ogni marzo a Ceresara, in Lombardia. Riservata a Elite e Under-23, è parte del calendario regionale della FCI come prova di classe 1.19.

## Albo d'oro
Aggiornato all'edizione 2024.
| Anno      | Vincitore                                 | Secondo                                   | Terzo                                     |
| --------- | ----------------------------------------- | ----------------------------------------- | ----------------------------------------- |
| 1980      | Giovanni Bino                             | Marco Cattaneo                            | Emanuele Bombini                          |
| 1981      | Guerrino Biondi                           | Claudio Girlanda                          | Aldo Borgato                              |
| 1982-1994 |                                           |                                           |                                           |
| 1995      | Marco Zanotti                             | Andrea Valentini                          | Simone Campagnari                         |
| 1996      | Ermanno Tonoli                            | Cristian Bianchini                        | Giancarlo Raimondi                        |
| 1997      | Marco Cannone                             | Andrea Ballan                             | Wilmer Baldo                              |
| 1998      | Raffaele Bosi                             | Kurt Asle Arvesen                         | Fabio Borgonovo                           |
| 1999      | Nicola Chesini                            | Marco Zanotti                             | Angelo Furlan                             |
| 2000      | Roberto Savoldi                           | Alberto Loddo                             | Ivan Ravaioli                             |
| 2001      | Jurij Metlušenko                          | Roberto Lotti                             | Marco Endrizzi                            |
| 2002      | Enrico Grigoli                            |                                           |                                           |
| 2003      | Samuele Marzoli                           | Danilo Napolitano                         | Paride Grillo                             |
| 2004      | Danilo Napolitano                         | Roberto Ferrari                           | Daniele Callegarin                        |
| 2005      | Gianluca Geremia                          |                                           |                                           |
| 2006      | Volodymyr Zahorodnyj                      | Enrico Rossi                              | Marco Giuseppe Baro                       |
| 2007      | Edoardo Costanzi                          | Mauro Abel Richeze                        | Alessandro Bernardini                     |
| 2008      | Jacopo Guarnieri                          | Andrea Grendene                           | Andrij Kutalo                             |
| 2009      | Filippo Baggio                            | Andrea Piechele                           | Nicola Galli                              |
| 2010      | Giacomo Nizzolo                           | Andrea Guardini                           | Matteo Pelucchi                           |
| 2011      | Christian Delle Stelle                    | Cristian Rossi                            | Davide Gomirato                           |
| 2012      | Rino Gasparrini                           | Nicola Ruffoni                            | Alberto Cecchin                           |
| 2013      | Niccolò Bonifazio                         | Alessandro Forner                         | Sebastiano Dal Cappello                   |
| 2014      | Nicolas Marini                            | Michael Bresciani                         | Giorgio Bocchiola                         |
| 2015      | Nicolò Rocchi                             | Simone Consonni                           | Filippo Ganna                             |
| 2016      | Luis Gómez                                | Filippo Rocchetti                         | Damiano Cima                              |
| 2017      | Moreno Marchetti                          | Damiano Cima                              | Giovanni Lonardi                          |
| 2018      | Samuele Zambelli                          | Rasmus Byriel Iversen                     | Francesco Di Felice                       |
| 2019      | Gianmarco Begnoni                         | Yuri Colonna                              | Sergej Rostovcev                          |
| 2020      | Non disputato per la pandemia di COVID-19 | Non disputato per la pandemia di COVID-19 | Non disputato per la pandemia di COVID-19 |
| 2021      | Davide Persico                            | Michael Minali                            | Samuel Quaranta                           |
| 2022      | Tommaso Nencini                           | Francesco Della Lunga                     | Valter Ghigino                            |
| 2023      | Matteo Zurlo                              | Simone Lucca                              | Tommaso Nencini                           |
| 2024      | Simone Griggion                           | Matteo Zurlo                              | Tommaso Cafueri                           |